# Bonde (sanitaire)
Pour les articles homonymes, voir Bonde.

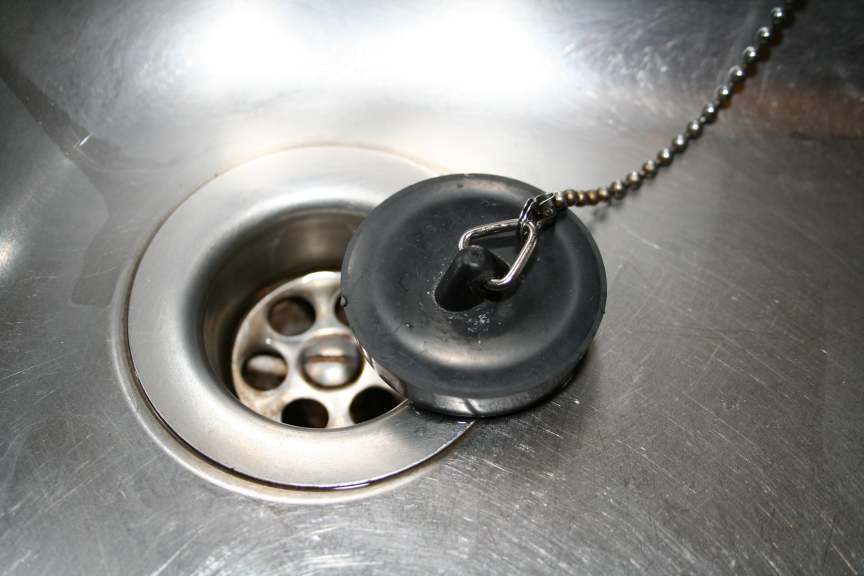
Bonde.

Une bonde est l'ouverture de même que le bouchon qui empêche l'écoulement ou facilite la vidange de l'eau dans un appareil sanitaire.
La bonde communique avec un siphon, lui-même raccordé à un réseau de tuyaux menant à l'égout. Des dispositifs mécaniques permettent de soulever le bouchon sans se mouiller les doigts. Une bonde siphoïde intègre le siphon, dans un receveur de douche par exemple.
Le trou en français québécois s’appelle de la même façon qu'en anglais, « drain ».

## Bonde à vidage automatique

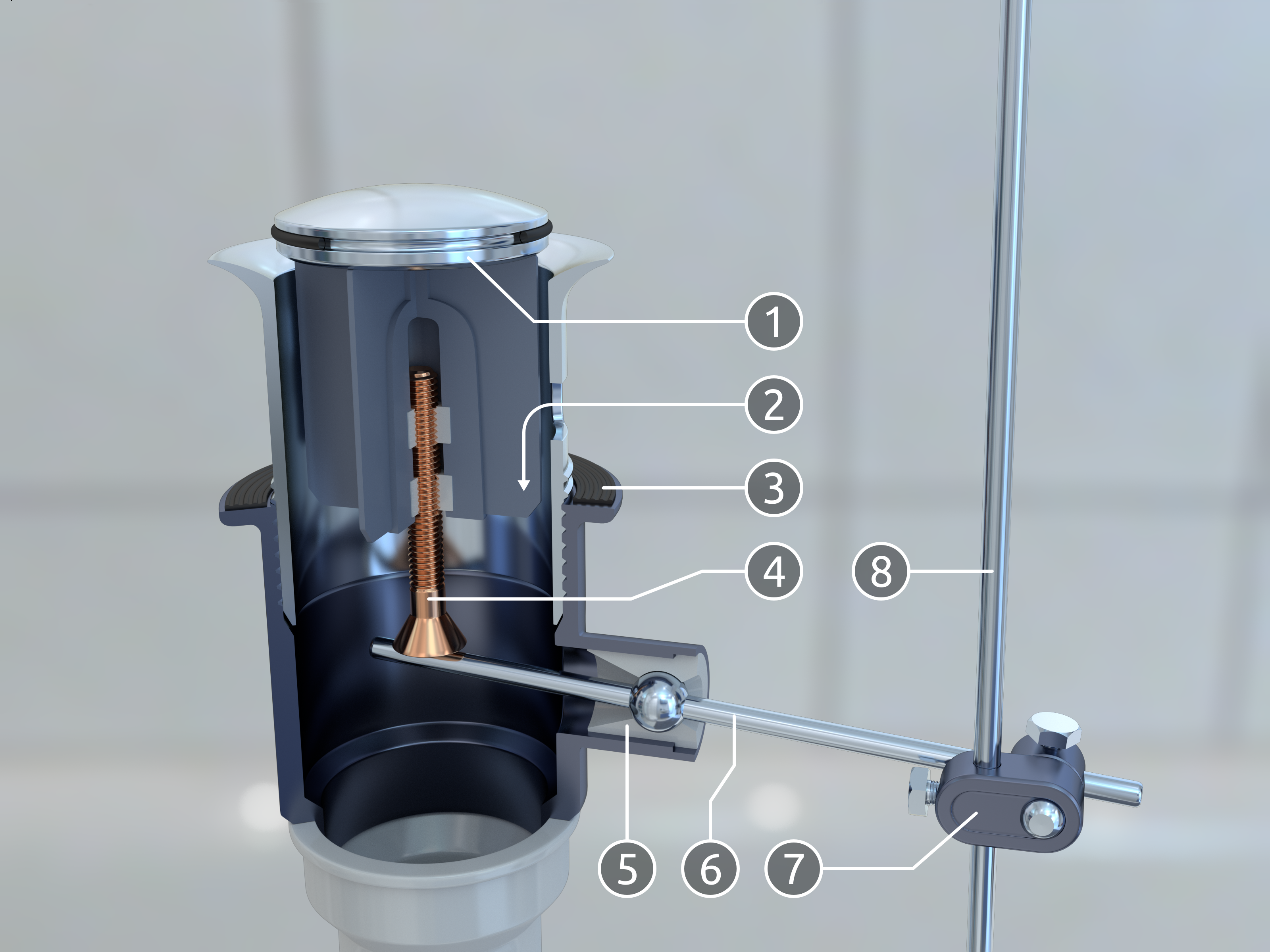
Éléments d'une bonde à vidage automatique par tirette :
1. Clapet avec joint
2. Lanterne (orifice pour l'évacuation depuis le trop-plein)
3. Joint d'étanchéité
4. Vis pour le réglage de la hauteur
5. Liaison rotule
6. Levier de clapet
7. Mécanisme de liaison
8. Tringle de tirette